# Peter Kibet Lagat
Peter Kibet Lagat (26 maggio 1992) è un siepista e mezzofondista keniota.

## Biografia
Nel 2009 ha conquistato una medaglia d'argento ai campionati del mondo allievi nella distanza dei 2000 m siepi, dietro al connazionale Hillary Kipsang Yego. Negli anni seguenti ha invece più volte gareggiato sui 3000 m siepi ai campionati nazionali kenioti, senza tuttavia mai conquistare medaglie (il suo miglior piazzamento in questa rassegna è infatti un ottavo posto nel 2014). Nel 2016 ha invece preso parte ai campionati africani, gareggiando però sui 5000 metri, distanza nella quale ha conquistato un quinto posto con il tempo di 13'18"78, suo miglior riscontro cronometrico in carriera su tale distanza.

## Palmarès
| Anno | Manifestazione      | Sede       | Evento     | Risultato | Prestazione | Note                          |
| ---- | ------------------- | ---------- | ---------- | --------- | ----------- | ----------------------------- |
| 2009 | Mondiali U18        | Bressanone | 2000 siepi | Argento   | 5'26"59     | Miglior prestazione personale |
| 2016 | Campionati africani | Durban     | 5000 m     | 5º        | 13'18"78    | Miglior prestazione personale |

## Campionati nazionali
2014
- 8º ai campionati kenioti, 3000 m siepi - 8'33"3

2015
- 13º ai campionati kenioti, 3000 m siepi - 8'57"36

2019
- 11º ai campionati kenioti, 3000 m siepi - 9'00"90